# Mafia Wars
Mafia Wars byla populární sociální hra od společnosti Zynga. V roce 2009 získala 1. místo Webby Awards People's Voice Winner v kategorii Hry. Hra měla v září 2009 měsíční návštěvnost 15 miliónů lidí.
Každý hráč se stal mafiánem. Náplní hry bylo například hledání nových členů do osobní mafie, loupení, kupování nemovitostí či boj s ostatními hráči. Mafia Wars bylo možné hrát například na Facebooku, MySpace nebo na www.mafiawars.com.
Společnost Zynga hru ukončila dne 6. června 2016.